# Corallimorphidae
Corallimorphidae Hertwig, 1882 è una famiglia di esacoralli dell'ordine Corallimorpharia.

## Ecologia
Gli adulti sono bentonici, mentre i polipi passano da uno stato larvale e di planula in preda alle correnti come zooplancton.

## Tassonomia
La famiglia comprende i seguenti generi:
- Corallimorphus Moseley, 1877
- Corynactis Allman, 1846
- Paracorynactis Ocaña, den Hartog, Brito & Bos, 2010
- Pseudocorynactis  den Hartog, 1980